# Akkuş Belediye Spor Kulübü
L'Akkuş Belediye Spor Kulübü è un club di pallavolo maschile turco, con sede ad Akkuş: milita nel campionato turco di Efeler Ligi.

## Storia
L'Akkuş Belediye Spor Kulübü viene fondato nel 2001. Raggiunge la serie cadetta del campionato turco nel 2017, militandovi per sei annate, fino alla promozione in Efeler Ligi al termine del campionato 2022-23.

## Rosa 2023-2024
| N° | Nome               | Ruolo | Data di nascita   | Nazionalità sportiva |
| -- | ------------------ | ----- | ----------------- | -------------------- |
| 1  | Mikkel Hoff        | P     | 15 ottobre 2001   | Danimarca            |
| 3  | Burak Köse         | P     | 5 luglio 1994     | Turchia              |
| 4  | Ahmet Büyükgöz     | S     | 1º giugno 2000    | Turchia              |
| 5  | Atakan Topal       | C     | 1º gennaio 2000   | Turchia              |
| 6  | Halit Kurtuluş     | C     | 26 giugno 2002    | Turchia              |
| 7  | Can Koç            | O     | 29 aprile 2003    | Turchia              |
| 8  | Furkan Aydın       | C     | 15 gennaio 1997   | Turchia              |
| 9  | Mustafa Çervatoğlu | P     | 4 febbraio 2000   | Turchia              |
| 10 | Batuhan Yurdagül   | L     | 5 febbraio 2001   | Turchia              |
| 11 | Umut Özdemir       | L     | 1º settembre 1991 | Turchia              |
| 12 | Arda Bostan        | P     | 13 gennaio 2002   | Turchia              |
| 13 | Svetoslav Ivanov   | S     | 10 luglio 2000    | Bulgaria             |
| 17 | Berke Yetkin       | S     | 11 settembre 1998 | Turchia              |
| 19 | Bradley Gunter     | O     | 5 dicembre 1993   | Canada               |
| 22 | Enes Atlı          | S     | 5 novembre 1996   | Turchia              |
| 52 | Ali Öztürk         | C     | 28 luglio 2004    | Turchia              |